# Concacaf Gold Cup 2023
Concacaf Gold Cup 2023 var en fotbollsturnering som spelades under 2023. Detta var den 17:e upplagan av Gold Cup som är Nord- och Centralamerika samt Karibiens fotbollsmästerskap anordnat av Concacaf.

## Kvalspel

### Kvalificerade lag
- Costa Rica
- El Salvador
- Guadeloupe
- Guatemala
- Haiti
- Honduras
- Jamaica
- Kanada (värdnation)
- Kuba
- Martinique
- Mexiko
- Panama
- Qatar (inbjuden)
- Saint Kitts och Nevis
- Trinidad och Tobago (ersatte Nicaragua)
- USA (värdnation)

## Gruppspel

### Grupp A
| Nr | Lag                   | S | V | O | F | GM | IM | MS  | P |
| -- | --------------------- | - | - | - | - | -- | -- | --- | - |
| 1  | USA                   | 3 | 2 | 1 | 0 | 13 | 1  | +12 | 7 |
| 2  | Jamaica               | 3 | 2 | 1 | 0 | 10 | 2  | +8  | 7 |
| 3  | Trinidad och Tobago   | 3 | 1 | 0 | 2 | 4  | 10 | −6  | 3 |
| 4  | Saint Kitts och Nevis | 3 | 0 | 0 | 3 | 0  | 14 | −14 | 0 |

|             | 24 juni 2023 | USA                 | 1 – 1           | Jamaica         | Soldier Field                                              |                                                            |
| 21:06 UTC–5 | 21:06 UTC–5  | Brandon Vázquez 88′ | (0 – 1) Rapport | 13′ Damion Lowe | Chicago Publik: 36 666 Domare: César Arturo Ramos (Mexiko) | Chicago Publik: 36 666 Domare: César Arturo Ramos (Mexiko) |
| 21:06 UTC–5 | 21:06 UTC–5  |                     |                 |                 | Chicago Publik: 36 666 Domare: César Arturo Ramos (Mexiko) | Chicago Publik: 36 666 Domare: César Arturo Ramos (Mexiko) |
| 21:06 UTC–5 | 21:06 UTC–5  |                     |                 |                 | Chicago Publik: 36 666 Domare: César Arturo Ramos (Mexiko) | Chicago Publik: 36 666 Domare: César Arturo Ramos (Mexiko) |

|             | 25 juni 2023 | Trinidad och Tobago                                      | 3 – 0           | Saint Kitts och Nevis | DRV PNK Stadium                                                |                                                                |
| 16:00 UTC−4 | 16:00 UTC−4  | Alvin Jones 43′ Ajani Fortune 65′ Jameel Ible 73′ (sjm.) | (1 – 0) Rapport |                       | Fort Lauderdale Publik: 3 646 Domare: Said Martínez (Honduras) | Fort Lauderdale Publik: 3 646 Domare: Said Martínez (Honduras) |
| 16:00 UTC−4 | 16:00 UTC−4  |                                                          |                 |                       | Fort Lauderdale Publik: 3 646 Domare: Said Martínez (Honduras) | Fort Lauderdale Publik: 3 646 Domare: Said Martínez (Honduras) |
| 16:00 UTC−4 | 16:00 UTC−4  |                                                          |                 |                       | Fort Lauderdale Publik: 3 646 Domare: Said Martínez (Honduras) | Fort Lauderdale Publik: 3 646 Domare: Said Martínez (Honduras) |

|             | 28 juni 2023 | Jamaica                                                     | 4 – 1           | Trinidad och Tobago | Citypark                                                      |                                                               |
| 18:30 UTC−5 | 18:30 UTC−5  | Demarai Gray 14′, 30′ Leon Bailey 18′ Dujuan Richards 90+2′ | (3 – 0) Rapport | 49′ Andre Rampersad | Saint Louis Publik: 21 216 Domare: Fernando Guerrero (Mexiko) | Saint Louis Publik: 21 216 Domare: Fernando Guerrero (Mexiko) |
| 18:30 UTC−5 | 18:30 UTC−5  |                                                             |                 |                     | Saint Louis Publik: 21 216 Domare: Fernando Guerrero (Mexiko) | Saint Louis Publik: 21 216 Domare: Fernando Guerrero (Mexiko) |
| 18:30 UTC−5 | 18:30 UTC−5  |                                                             |                 |                     | Saint Louis Publik: 21 216 Domare: Fernando Guerrero (Mexiko) | Saint Louis Publik: 21 216 Domare: Fernando Guerrero (Mexiko) |

|             | 28 juni 2023 | Saint Kitts och Nevis | 0 – 6           | USA                                                                         | Citypark                                                              |                                                                       |
| 20:30 UTC−5 | 20:30 UTC−5  |                       | (0 – 4) Rapport | 12′, 79′ Djordje Mihailovic 14′ Bryan Reynolds 16′, 25′, 50′ Jesús Ferreira | Saint Louis Publik: 21 216 Domare: Juan Gabriel Calderón (Costa Rica) | Saint Louis Publik: 21 216 Domare: Juan Gabriel Calderón (Costa Rica) |
| 20:30 UTC−5 | 20:30 UTC−5  |                       |                 |                                                                             | Saint Louis Publik: 21 216 Domare: Juan Gabriel Calderón (Costa Rica) | Saint Louis Publik: 21 216 Domare: Juan Gabriel Calderón (Costa Rica) |
| 20:30 UTC−5 | 20:30 UTC−5  |                       |                 |                                                                             | Saint Louis Publik: 21 216 Domare: Juan Gabriel Calderón (Costa Rica) | Saint Louis Publik: 21 216 Domare: Juan Gabriel Calderón (Costa Rica) |

|             | 2 juli 2023 | USA                                                                                            | 6 – 0           | Trinidad och Tobago | Bank of America Stadium                                    |                                                            |
| 19:00 UTC−4 | 19:00 UTC−4 | Jesús Ferreira 14′, 38′, 45+3′ (str.) Cade Cowell 65′ Gianluca Busio 79′ Brandon Vázquez 90+4′ | (3 – 0) Rapport |                     | Charlotte Publik: 47 328 Domare: Mario Escobar (Guatemala) | Charlotte Publik: 47 328 Domare: Mario Escobar (Guatemala) |
| 19:00 UTC−4 | 19:00 UTC−4 |                                                                                                |                 |                     | Charlotte Publik: 47 328 Domare: Mario Escobar (Guatemala) | Charlotte Publik: 47 328 Domare: Mario Escobar (Guatemala) |
| 19:00 UTC−4 | 19:00 UTC−4 |                                                                                                |                 |                     | Charlotte Publik: 47 328 Domare: Mario Escobar (Guatemala) | Charlotte Publik: 47 328 Domare: Mario Escobar (Guatemala) |

|             | 2 juli 2023 | Jamaica                                                                                             | 5 – 0           | Saint Kitts och Nevis | Levi's Stadium                                              |                                                             |
| 16:00 UTC−7 | 16:00 UTC−7 | Julani Archibald 30′ (sjm.) Jon Russell 45+2′ Di'Shon Bernard 49′ Daniel Johnson 72′ Cory Burke 74′ | (2 – 0) Rapport |                       | Santa Clara Publik: 60 347 Domare: Adonai Escobedo (Mexiko) | Santa Clara Publik: 60 347 Domare: Adonai Escobedo (Mexiko) |
| 16:00 UTC−7 | 16:00 UTC−7 | |                 |                       | Santa Clara Publik: 60 347 Domare: Adonai Escobedo (Mexiko) | Santa Clara Publik: 60 347 Domare: Adonai Escobedo (Mexiko) |
| 16:00 UTC−7 | 16:00 UTC−7 | |                 |                       | Santa Clara Publik: 60 347 Domare: Adonai Escobedo (Mexiko) | Santa Clara Publik: 60 347 Domare: Adonai Escobedo (Mexiko) |

### Grupp B
| Nr | Lag      | S | V | O | F | GM | IM | MS | P |
| -- | -------- | - | - | - | - | -- | -- | -- | - |
| 1  | Mexiko   | 3 | 2 | 0 | 1 | 7  | 2  | +5 | 6 |
| 2  | Qatar    | 3 | 1 | 1 | 1 | 3  | 3  | 0  | 4 |
| 3  | Honduras | 3 | 1 | 1 | 1 | 3  | 6  | −3 | 4 |
| 4  | Haiti    | 3 | 1 | 0 | 2 | 4  | 6  | −2 | 3 |

|             | 25 juni 2023 | Haiti                                             | 2 – 1           | Qatar               | NRG Stadium                                |                                            |
| 17:00 UTC−5 | 17:00 UTC−5  | Duckens Nazon 45+1′ (str.) Frantzdy Pierrot 90+7′ | (1 – 1) Rapport | 20′ Yusuf Abdurisag | Houston Domare: Daneon Parchment (Jamaica) | Houston Domare: Daneon Parchment (Jamaica) |
| 17:00 UTC−5 | 17:00 UTC−5  |                                                   |                 |                     | Houston Domare: Daneon Parchment (Jamaica) | Houston Domare: Daneon Parchment (Jamaica) |
| 17:00 UTC−5 | 17:00 UTC−5  |                                                   |                 |                     | Houston Domare: Daneon Parchment (Jamaica) | Houston Domare: Daneon Parchment (Jamaica) |

|             | 25 juni 2023 | Mexiko                                               | 4 – 0           | Honduras | NRG Stadium                                              |                                                          |
| 19:00 UTC−5 | 19:00 UTC−5  | Luis Romo 1′, 23′ Orbelín Pineda 52′ Luis Chávez 64′ | (2 – 0) Rapport |          | Houston Publik: 62 555 Domare: Mario Escobar (Guatemala) | Houston Publik: 62 555 Domare: Mario Escobar (Guatemala) |
| 19:00 UTC−5 | 19:00 UTC−5  |                                                      |                 |          | Houston Publik: 62 555 Domare: Mario Escobar (Guatemala) | Houston Publik: 62 555 Domare: Mario Escobar (Guatemala) |
| 19:00 UTC−5 | 19:00 UTC−5  |                                                      |                 |          | Houston Publik: 62 555 Domare: Mario Escobar (Guatemala) | Houston Publik: 62 555 Domare: Mario Escobar (Guatemala) |

|             | 29 juni 2023 | Qatar                 | 1 – 1           | Honduras           | State Farm Stadium                        |                                           |
| 16:45 UTC−7 | 16:45 UTC−7  | Tameem Al-Abdullah 7′ | (1 – 0) Rapport | 90+6′ Alberth Elis | Glendale Domare: Armando Villarreal (USA) | Glendale Domare: Armando Villarreal (USA) |
| 16:45 UTC−7 | 16:45 UTC−7  |                       |                 |                    | Glendale Domare: Armando Villarreal (USA) | Glendale Domare: Armando Villarreal (USA) |
| 16:45 UTC−7 | 16:45 UTC−7  |                       |                 |                    | Glendale Domare: Armando Villarreal (USA) | Glendale Domare: Armando Villarreal (USA) |

|             | 29 juni 2023 | Haiti                   | 1 – 3           | Mexiko                                              | State Farm Stadium                                                   |                                                                      |
| 19:00 UTC−7 | 19:00 UTC−7  | Danley Jean Jacques 78′ | (0 – 0) Rapport | 46′ Henry Martín 56′ (sjm.) Ricardo Adé 83′ Giménez | Glendale Publik: 34 517 Domare: Walter López Castellanos (Guatemala) | Glendale Publik: 34 517 Domare: Walter López Castellanos (Guatemala) |
| 19:00 UTC−7 | 19:00 UTC−7  |                         |                 |                                                     | Glendale Publik: 34 517 Domare: Walter López Castellanos (Guatemala) | Glendale Publik: 34 517 Domare: Walter López Castellanos (Guatemala) |
| 19:00 UTC−7 | 19:00 UTC−7  |                         |                 |                                                     | Glendale Publik: 34 517 Domare: Walter López Castellanos (Guatemala) | Glendale Publik: 34 517 Domare: Walter López Castellanos (Guatemala) |

|             | 2 juli 2023 | Honduras                                 | 2 – 1           | Haiti                | Bank of America Stadium                                  |                                                          |
| 21:00 UTC−4 | 21:00 UTC−4 | Jerry Bengtson 42′ José Manuel Pinto 59′ | (1 – 1) Rapport | 20′ Frantzdy Pierrot | Charlotte Publik: 47 382 Domare: Oshane Nation (Jamaica) | Charlotte Publik: 47 382 Domare: Oshane Nation (Jamaica) |
| 21:00 UTC−4 | 21:00 UTC−4 |                                          |                 |                      | Charlotte Publik: 47 382 Domare: Oshane Nation (Jamaica) | Charlotte Publik: 47 382 Domare: Oshane Nation (Jamaica) |
| 21:00 UTC−4 | 21:00 UTC−4 |                                          |                 |                      | Charlotte Publik: 47 382 Domare: Oshane Nation (Jamaica) | Charlotte Publik: 47 382 Domare: Oshane Nation (Jamaica) |

|             | 2 juli 2023 | Mexiko | 0 – 1           | Qatar             | Levi's Stadium                                           |                                                          |
| 18:00 UTC−7 | 18:00 UTC−7 |        | (0 – 1) Rapport | 27′ Hazem Shehata | Santa Clara Publik: 60 347 Domare: Drew Fischer (Kanada) | Santa Clara Publik: 60 347 Domare: Drew Fischer (Kanada) |
| 18:00 UTC−7 | 18:00 UTC−7 |        |                 |                   | Santa Clara Publik: 60 347 Domare: Drew Fischer (Kanada) | Santa Clara Publik: 60 347 Domare: Drew Fischer (Kanada) |
| 18:00 UTC−7 | 18:00 UTC−7 |        |                 |                   | Santa Clara Publik: 60 347 Domare: Drew Fischer (Kanada) | Santa Clara Publik: 60 347 Domare: Drew Fischer (Kanada) |

### Grupp C
| Nr | Lag         | S | V | O | F | GM | IM | MS | P |
| -- | ----------- | - | - | - | - | -- | -- | -- | - |
| 1  | Panama      | 3 | 2 | 1 | 0 | 6  | 4  | +2 | 7 |
| 2  | Costa Rica  | 3 | 1 | 1 | 1 | 7  | 6  | +1 | 4 |
| 3  | Martinique  | 3 | 1 | 0 | 2 | 7  | 9  | −2 | 3 |
| 4  | El Salvador | 3 | 0 | 2 | 1 | 3  | 4  | −1 | 2 |

|             | 26 juni 2023 | El Salvador          | 1 – 2           | Martinique                           | DRV PNK Stadium                                                 |                                                                 |
| 18:30 UTC−4 | 18:30 UTC−4  | Tamacas 90+5′ (str.) | (0 – 2) Rapport | 11′ Patrick Burner 16′ Kévin Fortuné | Fort Lauderdale Publik: 10 101 Domare: Adonai Escobedo (Mexiko) | Fort Lauderdale Publik: 10 101 Domare: Adonai Escobedo (Mexiko) |
| 18:30 UTC−4 | 18:30 UTC−4  |                      |                 |                                      | Fort Lauderdale Publik: 10 101 Domare: Adonai Escobedo (Mexiko) | Fort Lauderdale Publik: 10 101 Domare: Adonai Escobedo (Mexiko) |
| 18:30 UTC−4 | 18:30 UTC−4  |                      |                 |                                      | Fort Lauderdale Publik: 10 101 Domare: Adonai Escobedo (Mexiko) | Fort Lauderdale Publik: 10 101 Domare: Adonai Escobedo (Mexiko) |

|             | 26 juni 2023 | Costa Rica         | 1 – 2           | Panama                             | DRV PNK Stadium                                              |                                                              |
| 20:30 UTC−4 | 20:30 UTC−4  | Aarón Suárez 90+1′ | (0 – 1) Rapport | 23′ José Fajardo 68′ Yoel Bárcenas | Fort Lauderdale Publik: 10 101 Domare: Drew Fischer (Kanada) | Fort Lauderdale Publik: 10 101 Domare: Drew Fischer (Kanada) |
| 20:30 UTC−4 | 20:30 UTC−4  |                    |                 |                                    | Fort Lauderdale Publik: 10 101 Domare: Drew Fischer (Kanada) | Fort Lauderdale Publik: 10 101 Domare: Drew Fischer (Kanada) |
| 20:30 UTC−4 | 20:30 UTC−4  |                    |                 |                                    | Fort Lauderdale Publik: 10 101 Domare: Drew Fischer (Kanada) | Fort Lauderdale Publik: 10 101 Domare: Drew Fischer (Kanada) |

|             | 30 juni 2023 | Martinique        | 1 – 2           | Panama                                    | Red Bull Arena                            |                                           |
| 18:30 UTC−4 | 18:30 UTC−4  | Karl Fabien 90+3′ | (0 – 0) Rapport | 57′ José Fajardo 69′ Michael Amir Murillo | Harrison Domare: Saíd Martínez (Honduras) | Harrison Domare: Saíd Martínez (Honduras) |
| 18:30 UTC−4 | 18:30 UTC−4  |                   |                 |                                           | Harrison Domare: Saíd Martínez (Honduras) | Harrison Domare: Saíd Martínez (Honduras) |
| 18:30 UTC−4 | 18:30 UTC−4  |                   |                 |                                           | Harrison Domare: Saíd Martínez (Honduras) | Harrison Domare: Saíd Martínez (Honduras) |

|             | 30 juni 2023 | El Salvador | 0 – 0   | Costa Rica | Red Bull Arena                                       |                                                      |
| 20:30 UTC−4 | 20:30 UTC−4  |             | Rapport |            | Harrison Publik: 22 715 Domare: César Ramos (Mexiko) | Harrison Publik: 22 715 Domare: César Ramos (Mexiko) |
| 20:30 UTC−4 | 20:30 UTC−4  |             |         |            | Harrison Publik: 22 715 Domare: César Ramos (Mexiko) | Harrison Publik: 22 715 Domare: César Ramos (Mexiko) |
| 20:30 UTC−4 | 20:30 UTC−4  |             |         |            | Harrison Publik: 22 715 Domare: César Ramos (Mexiko) | Harrison Publik: 22 715 Domare: César Ramos (Mexiko) |

|             | 4 juli 2023 | Costa Rica | 6 – 4           | Martinique                                                         | Red Bull Arena                           |                                          |
| 20:30 UTC−4 | 20:30 UTC−4 | Kendall Waston 10′ Francisco Calvo 41′ Juan Pablo Vargas 55′ Joel Campbell 59′ (str.) Anthony Contreras 68′ Diego Campos 90′ | (2 – 1) Rapport | 18′, 79′ Patrick Burner 75′ Brighton Labeau 90+3′ Jonathan Mexique | Harrison Domare: Bryan López (Guatemala) | Harrison Domare: Bryan López (Guatemala) |
| 20:30 UTC−4 | 20:30 UTC−4 | |                 |                                                                    | Harrison Domare: Bryan López (Guatemala) | Harrison Domare: Bryan López (Guatemala) |
| 20:30 UTC−4 | 20:30 UTC−4 | |                 |                                                                    | Harrison Domare: Bryan López (Guatemala) | Harrison Domare: Bryan López (Guatemala) |

|             | 4 juli 2023 | Panama                            | 2 – 2           | El Salvador                   | Shell Energy Stadium                                 |                                                      |
| 19:30 UTC−5 | 19:30 UTC−5 | Fidel Escobar 26′ Ismael Díaz 71′ | (1 – 1) Rapport | 4′ Brayan Gil 90+1′ Mayer Gil | Houston Domare: Walter López Castellanos (Guatemala) | Houston Domare: Walter López Castellanos (Guatemala) |
| 19:30 UTC−5 | 19:30 UTC−5 |                                   |                 |                               | Houston Domare: Walter López Castellanos (Guatemala) | Houston Domare: Walter López Castellanos (Guatemala) |
| 19:30 UTC−5 | 19:30 UTC−5 |                                   |                 |                               | Houston Domare: Walter López Castellanos (Guatemala) | Houston Domare: Walter López Castellanos (Guatemala) |

### Grupp D
| Nr | Lag        | S | V | O | F | GM | IM | MS | P |
| -- | ---------- | - | - | - | - | -- | -- | -- | - |
| 1  | Guatemala  | 3 | 2 | 1 | 0 | 4  | 2  | +2 | 7 |
| 2  | Kanada     | 3 | 1 | 2 | 0 | 6  | 4  | +2 | 5 |
| 3  | Guadeloupe | 3 | 1 | 1 | 1 | 8  | 6  | +2 | 4 |
| 4  | Kuba       | 3 | 0 | 0 | 3 | 3  | 9  | −6 | 0 |

|             | 27 juni 2023 | Kanada                                    | 2 – 2           | Guadeloupe                                          | BMO Field                                           |                                                     |
| 19:00 UTC−4 | 19:00 UTC−4  | Lucas Cavallini 49′ Méddy Lina 70′ (sjm.) | (0 – 1) Rapport | 23′ Thierry Ambrose 90+3′ (sjm.) Jacen Russell-Rowe | Toronto Publik: 15 301 Domare: Rubiel Vazquez (USA) | Toronto Publik: 15 301 Domare: Rubiel Vazquez (USA) |
| 19:00 UTC−4 | 19:00 UTC−4  |                                           |                 |                                                     | Toronto Publik: 15 301 Domare: Rubiel Vazquez (USA) | Toronto Publik: 15 301 Domare: Rubiel Vazquez (USA) |
| 19:00 UTC−4 | 19:00 UTC−4  |                                           |                 |                                                     | Toronto Publik: 15 301 Domare: Rubiel Vazquez (USA) | Toronto Publik: 15 301 Domare: Rubiel Vazquez (USA) |

|             | 27 juni 2023 | Guatemala      | 1 – 0           | Kuba | DRV PNK Stadium                                                |                                                                |
| 20:45 UTC−4 | 20:45 UTC−4  | Darwin Lom 48′ | (0 – 0) Rapport |      | Fort Lauderdale Publik: 12 990 Domare: Oshane Nation (Jamaica) | Fort Lauderdale Publik: 12 990 Domare: Oshane Nation (Jamaica) |
| 20:45 UTC−4 | 20:45 UTC−4  |                |                 |      | Fort Lauderdale Publik: 12 990 Domare: Oshane Nation (Jamaica) | Fort Lauderdale Publik: 12 990 Domare: Oshane Nation (Jamaica) |
| 20:45 UTC−4 | 20:45 UTC−4  |                |                 |      | Fort Lauderdale Publik: 12 990 Domare: Oshane Nation (Jamaica) | Fort Lauderdale Publik: 12 990 Domare: Oshane Nation (Jamaica) |

|             | 1 juli 2023 | Kuba                         | 1 – 4           | Guadeloupe                                                          | Shell Energy Stadium                      |                                           |
| 18:30 UTC−5 | 18:30 UTC−5 | Arichel Hernández 62′ (str.) | (0 – 3) Rapport | 13′, 43′ Matthias Phaëton 41′ Ange-Freddy Plumain 51′ Anthony Baron | Houston Domare: Iván Barton (El Salvador) | Houston Domare: Iván Barton (El Salvador) |
| 18:30 UTC−5 | 18:30 UTC−5 |                              |                 |                                                                     | Houston Domare: Iván Barton (El Salvador) | Houston Domare: Iván Barton (El Salvador) |
| 18:30 UTC−5 | 18:30 UTC−5 |                              |                 |                                                                     | Houston Domare: Iván Barton (El Salvador) | Houston Domare: Iván Barton (El Salvador) |

|             | 1 juli 2023 | Guatemala | 0 – 0   | Kanada | Shell Energy Stadium                 |                                      |
| 20:30 UTC−5 | 20:30 UTC−5 |           | Rapport |        | Houston Domare: Marco Ortiz (Mexiko) | Houston Domare: Marco Ortiz (Mexiko) |
| 20:30 UTC−5 | 20:30 UTC−5 |           |         |        | Houston Domare: Marco Ortiz (Mexiko) | Houston Domare: Marco Ortiz (Mexiko) |
| 20:30 UTC−5 | 20:30 UTC−5 |           |         |        | Houston Domare: Marco Ortiz (Mexiko) | Houston Domare: Marco Ortiz (Mexiko) |

|             | 4 juli 2023 | Guadeloupe                                           | 2 – 3           | Guatemala                             | Red Bull Arena                                      |                                                     |
| 18:30 UTC−4 | 18:30 UTC−4 | Andreaw Gravillon 27′ Ange-Freddy Plumain 63′ (str.) | (1 – 1) Rapport | 39′, 70′ Rubio Rubin 76′ Carlos Mejía | Harrison Domare: Juan Gabriel Calderón (Costa Rica) | Harrison Domare: Juan Gabriel Calderón (Costa Rica) |
| 18:30 UTC−4 | 18:30 UTC−4 |                                                      |                 |                                       | Harrison Domare: Juan Gabriel Calderón (Costa Rica) | Harrison Domare: Juan Gabriel Calderón (Costa Rica) |
| 18:30 UTC−4 | 18:30 UTC−4 |                                                      |                 |                                       | Harrison Domare: Juan Gabriel Calderón (Costa Rica) | Harrison Domare: Juan Gabriel Calderón (Costa Rica) |

|             | 4 juli 2023 | Kanada                                                                          | 4 – 2           | Kuba                                               | Shell Energy Stadium                        |                                             |
| 17:30 UTC−5 | 17:30 UTC−5 | Junior Hoilett 21′ (str.) Jonathan Osorio 27′ Jayden Nelson 47′ Liam Millar 62′ | (2 – 1) Rapport | 45+4′ (str.) Luis Paradela 89′ (str.) Maikel Reyes | Houston Domare: Keylor Herrera (Costa Rica) | Houston Domare: Keylor Herrera (Costa Rica) |
| 17:30 UTC−5 | 17:30 UTC−5 |                                                                                 |                 |                                                    | Houston Domare: Keylor Herrera (Costa Rica) | Houston Domare: Keylor Herrera (Costa Rica) |
| 17:30 UTC−5 | 17:30 UTC−5 |                                                                                 |                 |                                                    | Houston Domare: Keylor Herrera (Costa Rica) | Houston Domare: Keylor Herrera (Costa Rica) |

## Slutspel

### Slutspelsträd
|  | Kvartsfinaler | Kvartsfinaler |         |       | Semifinaler | Semifinaler |  |  | Final | Final |
|  |               |               |         |       |             |             |  |  |       |       |
|  |               |               |         |       |             |             |  |  |       |       |
|  |               |               |         |       |             |             |  |  |       |       |
|  | Guatemala     | 0             |         |       |             |             |  |  |       |       |
|  | Guatemala     | 0             |         |       |             |             |  |  |       |       |
|  | Jamaica       | 1             |         |       |             |             |  |  |       |       |
|  | Jamaica       | 1             | Jamaica | 0     |             |             |  |  |       |       |
|  |               |               | Jamaica | 0     |             |             |  |  |       |       |
|  |               | Mexiko        | 3       |       |             |             |  |  |       |       |
|  | Mexiko        | Mexiko        | 3       | 2     |             |             |  |  |       |       |
|  | Mexiko        |               |         | 2     |             |             |  |  |       |       |
|  | Costa Rica    | 0             |         |       |             |             |  |  |       |       |
|  | Costa Rica    | 0             | Mexiko  | 1     |             |             |  |  |       |       |
|  |               |               | Mexiko  | 1     |             |             |  |  |       |       |
|  |               | Panama        | 0       |       |             |             |  |  |       |       |
|  | USA (str.)    | Panama        | 0       | 2 (3) |             |             |  |  |       |       |
|  | USA (str.)    |               |         | 2 (3) |             |             |  |  |       |       |
|  | Kanada        | 2 (2)         |         |       |             |             |  |  |       |       |
|  | Kanada        | 2 (2)         | USA     | 1 (4) |             |             |  |  |       |       |
|  |               |               | USA     | 1 (4) |             |             |  |  |       |       |
|  |               | Panama (str.) | 1 (5)   |       |             |             |  |  |       |       |
|  | Panama        | Panama (str.) | 1 (5)   | 4     |             |             |  |  |       |       |
|  | Panama        |               |         | 4     |             |             |  |  |       |       |
|  | Qatar         | 0             |         |       |             |             |  |  |       |       |
|  | Qatar         | 0             |         |       |             |             |  |  |       |       |

### Kvartsfinaler
|             | 8 juli 2023 | Panama                                      | 4 – 0           | Qatar | AT&T Stadium                                  |                                               |
| 18:00 UTC−5 | 18:00 UTC−5 | Yoel Bárcenas 19′ Ismael Díaz 56′, 63′, 65′ | (1 – 0) Rapport |       | Arlington Domare: César Arturo Ramos (Mexiko) | Arlington Domare: César Arturo Ramos (Mexiko) |
| 18:00 UTC−5 | 18:00 UTC−5 |                                             |                 |       | Arlington Domare: César Arturo Ramos (Mexiko) | Arlington Domare: César Arturo Ramos (Mexiko) |
| 18:00 UTC−5 | 18:00 UTC−5 |                                             |                 |       | Arlington Domare: César Arturo Ramos (Mexiko) | Arlington Domare: César Arturo Ramos (Mexiko) |

|             | 8 juli 2023 | Mexiko                                      | 2 – 0           | Costa Rica | AT&T Stadium                               |                                            |
| 18:00 UTC−5 | 18:00 UTC−5 | Orbelín Pineda 52′ (str.) Érick Sánchez 87′ | (0 – 0) Rapport |            | Arlington Domare: Saíd Martínez (Honduras) | Arlington Domare: Saíd Martínez (Honduras) |
| 18:00 UTC−5 | 18:00 UTC−5 |                                             |                 |            | Arlington Domare: Saíd Martínez (Honduras) | Arlington Domare: Saíd Martínez (Honduras) |
| 18:00 UTC−5 | 18:00 UTC−5 |                                             |                 |            | Arlington Domare: Saíd Martínez (Honduras) | Arlington Domare: Saíd Martínez (Honduras) |

|             | 9 juli 2023 | Guatemala | 0 – 1           | Jamaica          | TQL Stadium                              |                                          |
| 17:00 UTC−4 | 17:00 UTC−4 |           | (0 – 0) Rapport | 51′ Amari'i Bell | Cincinnati Domare: Drew Fischer (Kanada) | Cincinnati Domare: Drew Fischer (Kanada) |
| 17:00 UTC−4 | 17:00 UTC−4 |           |                 |                  | Cincinnati Domare: Drew Fischer (Kanada) | Cincinnati Domare: Drew Fischer (Kanada) |
| 17:00 UTC−4 | 17:00 UTC−4 |           |                 |                  | Cincinnati Domare: Drew Fischer (Kanada) | Cincinnati Domare: Drew Fischer (Kanada) |

|             | 9 juli 2023 | USA                                                       | 0000 2 – 2 (e.fl.)         | Kanada                                                                          | TQL Stadium                             |                                         |
| 19:30 UTC−4 | 19:30 UTC−4 | Brandon Vázquez 88′ Scott Kennedy 114′ (sjm.)             | (0 – 0) Rapport            | 90+3′ (str.) Steven Vitória 109′ Jacob Shaffelburg                              | Cincinnati Domare: Marco Ortiz (Mexiko) | Cincinnati Domare: Marco Ortiz (Mexiko) |
| 19:30 UTC−4 | 19:30 UTC−4 |                                                           |                            |                                                                                 | Cincinnati Domare: Marco Ortiz (Mexiko) | Cincinnati Domare: Marco Ortiz (Mexiko) |
| 19:30 UTC−4 | 19:30 UTC−4 | Brandon Vázquez Cade Cowell Gianluca Busio Jesús Ferreira | Straffsparksläggning 3 – 2 | Steven Vitória Liam Fraser Kamal Miller Jacen Russell-Rowe Charles-Andreas Brym | Cincinnati Domare: Marco Ortiz (Mexiko) | Cincinnati Domare: Marco Ortiz (Mexiko) |

### Semifinaler
|             | 12 juli 2023 | USA                                                                                        | 0000 1 – 1 (e.fl.)         | Panama                                                                                            | Snapdragon Stadium                                     |                                                        |
| 16:30 UTC−7 | 16:30 UTC−7  | Jesús Ferreira 105′                                                                        | (0 – 0) Rapport            | 99′ Iván Anderson                                                                                 | San Diego Domare: Walter López Castellanos (Guatemala) | San Diego Domare: Walter López Castellanos (Guatemala) |
| 16:30 UTC−7 | 16:30 UTC−7  |                                                                                            |                            |                                                                                                   | San Diego Domare: Walter López Castellanos (Guatemala) | San Diego Domare: Walter López Castellanos (Guatemala) |
| 16:30 UTC−7 | 16:30 UTC−7  | Jesús Ferreira Djordje Mihailovic Jordan Morris Julian Gressel Matt Miazga Cristian Roldan | Straffsparksläggning 4 – 5 | Fidel Escobar Ismael Díaz Cristian Martínez Yoel Bárcenas Cecilio Waterman Adalberto Carrasquilla | San Diego Domare: Walter López Castellanos (Guatemala) | San Diego Domare: Walter López Castellanos (Guatemala) |

|             | 12 juli 2023 | Jamaica | 0 – 3           | Mexiko                                                 | Allegiant Stadium                          |                                            |
| 19:30 UTC−7 | 19:30 UTC−7  |         | (0 – 2) Rapport | 2′ Henry Martín 30′ Luis Chávez 90+3′ Roberto Alvarado | Paradise Domare: Mario Escobar (Guatemala) | Paradise Domare: Mario Escobar (Guatemala) |
| 19:30 UTC−7 | 19:30 UTC−7  |         |                 |                                                        | Paradise Domare: Mario Escobar (Guatemala) | Paradise Domare: Mario Escobar (Guatemala) |
| 19:30 UTC−7 | 19:30 UTC−7  |         |                 |                                                        | Paradise Domare: Mario Escobar (Guatemala) | Paradise Domare: Mario Escobar (Guatemala) |

### Final
|             | 16 juli 2023 | Mexiko               | 1 – 0           | Panama | Sofi Stadium                               |                                            |
| 18:30 UTC−7 | 18:30 UTC−7  | Santiago Giménez 88′ | (0 – 0) Rapport |        | Inglewood Domare: Saíd Martínez (Honduras) | Inglewood Domare: Saíd Martínez (Honduras) |
| 18:30 UTC−7 | 18:30 UTC−7  |                      |                 |        | Inglewood Domare: Saíd Martínez (Honduras) | Inglewood Domare: Saíd Martínez (Honduras) |
| 18:30 UTC−7 | 18:30 UTC−7  |                      |                 |        | Inglewood Domare: Saíd Martínez (Honduras) | Inglewood Domare: Saíd Martínez (Honduras) |